# ميغيل ألفاريز
ميغيل ألفاريز (بالإسبانية: Miguel Ángel Álvarez Villar)‏ هو مجدف إسباني، ولد في 10 فبراير 1971 في فيغو في إسبانيا.

## وصلات خارجية
- ميغيل ألفاريز على موقع الاتحاد الدولي للتجديف (الإنجليزية)
- ميغيل ألفاريز على موقع اللجنة الأولمبية الدولية (الإنجليزية)
- ميغيل ألفاريز على موقع أوليمبيديا (الإنجليزية)